# Lista de prefeitos de Coronel Ezequiel
Esta é a lista de prefeitos de Coronel Ezequiel, município brasileiro do estado do Rio Grande do Norte.
| Nº | Prefeito                         | Imagem                           | Partido                   | Início de mandato       | Fim de mandato         | Vice-prefeito                    | Observações                   |
| -- | -------------------------------- | -------------------------------- | ------------------------- | ----------------------- | ---------------------- | -------------------------------- | ----------------------------- |
| 1  | João Damasceno Filho             |                                  |                           | 21 de fevereiro de 1954 | 31 de janeiro de 1955  | —                                | Prefeito nomeado              |
| 2  | José Pedro de Farias             |                                  |                           | 31 de janeiro de 1955   | 31 de janeiro de 1960  | José da Mata da Fonseca          | Prefeito e vice eleitos       |
| 3  | Severino Farias da Costa         |                                  |                           | 31 de janeiro de 1960   | 31 de janeiro de 1965  | não encontrado                   | Prefeito e vice eleitos       |
| 4  | Maria Cleonice de Farias         |                                  | UDN                       | 31 de janeiro de 1965   | 31 de janeiro de 1970  | Basto Faustino                   | Prefeita e vice eleitos       |
| 5  | José Lopes de Araújo             |                                  | MDB                       | 31 de janeiro de 1970   | 31 de janeiro de 1973  | Zuca Paulo                       | Prefeito e vice eleitos       |
| 6  | Severino Farias da Costa         |                                  | ARENA                     | 31 de janeiro de 1973   | 31 de janeiro de 1977  | Manoel Amaro de Medeiros         | Prefeito e vice eleitos       |
| 7  | Maria das Neves Rodrigues Santos |                                  |                           | 31 de janeiro de 1977   | 31 de janeiro de 1983  | não encontrado                   | Prefeita e vice eleitos       |
| 8  | Genival Marques de Macedo        |                                  |                           | 31 de janeiro de 1983   | 18 de abril de 1987    | Antônio Faustino da Costa        | Prefeito e vice eleitos       |
| 9  | Antônio Faustino da Costa        |                                  |                           | 18 de abril de 1987     | 31 de dezembro de 1988 | —                                | Vice-prefeito eleito no cargo |
| 10 | José Quincas de Farias           |                                  |                           | 1º de janeiro de 1989   | 31 de dezembro de 1992 | Arnaldo Jerônimo Lopes           | Prefeito e vice eleitos       |
| 11 | Antônio Faustino da Costa        |                                  |                           | 1º de janeiro de 1993   | 31 de dezembro de 1996 | não encontrado                   | Prefeito e vice eleitos       |
| 12 | Genival Marques de Macedo        |                                  | PPB                       | 1º de janeiro de 1997   | 31 de dezembro de 2000 | Francisco das Chagas de Azevedo  | Prefeito e vice eleitos       |
| 13 | Antônio Faustino da Costa        |                                  | PFL                       | 1º de janeiro de 2001   | abril de 2003          | Mychelle Buark Lopes de Medeiros | Prefeito e vice eleitos       |
| 14 | Mychelle Buark Lopes de Medeiros |                                  | PSB                       | abril de 2003           | 31 de dezembro de 2008 | —                                | Vice-prefeita eleita no cargo |
| 14 | Mychelle Buark Lopes de Medeiros | Emanuel Messias Cortez de Farias | PSB                       | abril de 2003           | 31 de dezembro de 2008 | Prefeita reeleita e vice eleito  |                               |
| 15 | Cláudio Marques de Macedo        |                                  | PMDB                      | 1º de janeiro de 2009   | 31 de dezembro de 2012 | Irma Dias da Costa               | Prefeito e vice eleitos       |
| 16 | Adailton Tavares da Fonseca      |                                  | PSB                       | 1º de janeiro de 2013   | 31 de dezembro de 2016 | Mychelle Buark Lopes de Lima     | Prefeito e vice eleitos       |
| 17 | Cláudio Marques de Macedo        |                                  | PMDB                      | 1º de janeiro de 2017   | 31 de dezembro de 2024 | Irma Dias da Costa               | Prefeito e vice eleitos       |
| 17 | Cláudio Marques de Macedo        | MDB                              | Prefeito e vice reeleitos | 1º de janeiro de 2017   | 31 de dezembro de 2024 | Irma Dias da Costa               |                               |
| 18 | Thales Watson Farias de Azevedo  |                                  | PL                        | 1º de janeiro de 2025   | até a atualidade       | Adailson Camarão de Oliveira     | Prefeito e vice eleitos       |